# Université de San Diego
Ne doit pas être confondu avec Université d'État de San Diego ou Université de Californie à San Diego.
L'université de San Diego (en anglais : University of San Diego ou USD) est une université privée américaine située dans la ville de San Diego, en Californie. Elle dépend du diocèse de San Diego.